# Bembidion complanulum
Bembidion complanulum är en skalbaggsart som beskrevs av Mannerheim. Bembidion complanulum ingår i släktet Bembidion och familjen jordlöpare. Inga underarter finns listade i Catalogue of Life.